# Tóth Gyula (vízilabdázó)
Tóth Gyula (Budapest, 1940. szeptember 26. –) magyar vízilabdázó, edző, állatorvos.

## Pályafutása
1957-ben kezdett vízilabdázni a Ferencvárosban. Itt 1960-ban bajnoki ezüstérmet szerzett. 1961-től 1972-ig a Bp. Honvéd játékosa volt. Ebben az időszakban kétszer volt a magyar bajnokság gólkirálya, valamint három alkalommal végzett dobogós helyen a csapata. 1973-ban igazolt a Szentesre, ahol 1977-ig játszott. A Magyar férfi vízilabda-válogatottban az 1963-as Jadran kupán szerepelt.
1977-től tevékenykedett edzőként. 1980-ig a Szentesi Vízmű ifjúsági csapatát irányította. Ezt követően vette át a felnőtt férfi csapatot. Ebben az időszakban magyar kupát nyertek (1980) és bejutottak a KEK négyes döntőjébe (1981). 1984-től 2000-ig a női csapat trénere volt. A vezetésével 10 magyar bajnoki címet és egy BEK-győzelmet szereztek. 1990-től 1996-ig a férfi csapatot is rábízták. A csapat 1990–1991-ben bajnoki ezüstérmet ért el. 2009-től 2010-ig ismét a férfi csapatot edzette.
1991-től 2000-ig a magyar női vízilabda-válogatott szövetségi kapitánya volt. A válogatottal világbajnoki címet és Eb érmeket nyert. 1996-ban a női junior válogatottal harmadik volt az Európa-bajnokságon. 2009-ben az universiadén a női csapattal ezüstérmes volt. 

## Eredményei
Játékosként
- Magyar bajnokság
  - ezüstérmes: 1960, 1967
  - bronzérmes: 1965, 1968
  - gólkirály: 1962, 1963
- Magyar vízilabdakupa
  - döntős: 1961, 1964, 1965, 1966

Edzőként
férfi
- Magyar bajnokság
  - ezüstérmes: 1990–1991
- Magyar vízilabdakupa
  - győztes: 1980
- Kupagyőztesek Európa-kupája
  - negyedik: 1981

női
klub
- Magyar bajnokság
  - bajnok: 1986–1987, 1989–1990, 1991–1992, 1993–1994, 1994–1995, 1995–1996, 1996–1997, 1997–1998, 1998–1999, 1999–2000
  - ezüstérmes: 1987–1988, 1988–1989, 1992–1993
  - bronzérmes: 1984, 1985, 1985–1986, 1990–1991
- Bajnokcsapatok Európa-kupája
  - győztes: 1993

válogatott
- világbajnokság
  - aranyérmes: 1994
- Európa-bajnokság
  - aranyérmes: 1991
  - ezüstérmes: 1995
  - bronzérmes: 1993
- junior Európa-bajnokság
  - bronzérmes: 1996
- Universiade
  - ezüstérmes: 2009

## Állatorvosként
1973-ban került költözött Szentesre. Kezdetben a helyi állatkórházban, később körzeti állatorvosként tevékenykedett. A Csongrád Megyei Állat-egészségügyi és Élelmiszer-ellenőrző Állomás főállatorvosaként 2007-ben vonult nyugdíjba.

## Tanulmányai
1958-ban érettségizett a budapesti Kölcsey Ferenc Gimnáziumban. 1968-ban végezte el az Állatorvostudományi Egyetemet, majd 1981-ben szakállatorvos lett. 1966-ban TFTI-n edzői oklevelet kapott, később vízilabda szakedző lett. 

## Családja
Lányai Tóth Gabriella és Tóth Noémi világbajnok (1994) magyar vízilabdázók. Utóbbi 2004-ben olasz színekben olimpiai bajnok lett.

## Díjai, elismerései
- Mesteredző (1993)
- A Magyar Köztársasági Arany Érdemkereszt (2007)